# George Brydges Rodney
Pour les articles homonymes, voir Brydges et Rodney.
George Brydges Rodney, baptisé le 13 février 1718 à Walton-on-Thames et mort le 24 mai 1792 à Hanover Square, Londres, 1er baron Rodney, est un officier de marine britannique du XVIIIe siècle. Il fait toute sa carrière dans la Royal Navy et la termine avec le grade d'Admiral.

## Origines et début dans laRoyal Navy
Il est né à Walton-on-Thames, bien que la ville d'origine de la famille soit Rodney Stoke dans le Somerset. Son père avait servi en Espagne sous les ordres du duc de Peterborough (pendant la guerre de Succession d'Espagne) et, après avoir quitté l'armée, a servi en tant que capitaine dans un Corps des Royal Marines qui sera dissous en 1713. George étudie à la Harrow School d'où il sort avec son brevet le 21 juin 1732. Puis il est volontaire sur le Sunderland. Il sert ensuite en Méditerranée où il obtient le grade de Lieutenant sur le Dolphin, le 15 février 1739. Le 9 novembre 1742, il est second sur le Plymouth. Il obtient ensuite le commandement du bâtiment de guerre Eagle (60), avec lequel il prend une part active à la victoire de Hawke au large du Cap Finisterre (14 octobre 1747) sur la flotte française. Ce jour-là Rodney reçoit ses premiers lauriers pour bravoure de la part d'un chef qui lui doit une bonne part de son succès.

## Commandant pendant la Guerre de Sept Ans

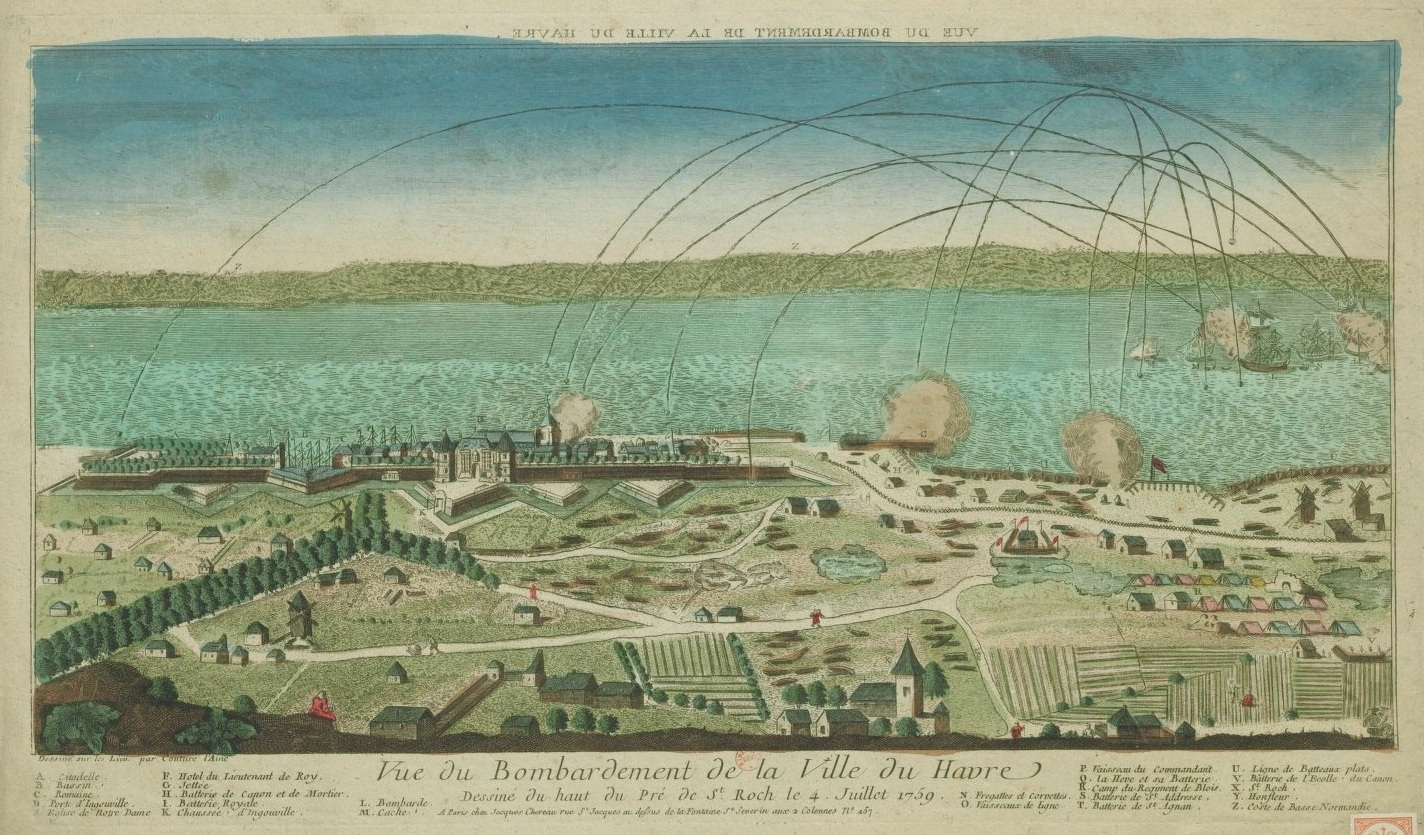
Le bombardement du Havre en 1759 par l'escadre de Rodney.

Le 9 mai 1749, il est nommé gouverneur de Terre-Neuve, avec rang de Commodore (Chef de division) (il est d'usage à cette époque de nommer un officier de marine à la tête des importants établissements de pêche). Il est élu Member of Parliament pour l'arrondissement de Saltash en 1751 et épouse Jane Compton (1730–1757), sœur de Charles Compton, en 1753. Pendant la guerre de Sept Ans, Rodney rend d'importants services. En 1757, il prend part à l'expédition contre Rochefort, comme commandant du Dublin (74), puis l'année suivante, sur le même navire, sous les ordres de l'amiral Boscawen à la prise de Louisbourg (sur l'actuelle Île du Cap-Breton).
Le 19 mai 1759, il est promu au grade de contre-amiral et se voit accorder peu après le commandement d'une petite escadre destinée à détruire un grand nombre de bateaux à fonds plats, rassemblés au Havre en vue d'un débarquement sur les côtes anglaises. Rodney bombarde ainsi la ville durant deux jours et deux nuits, infligeant de forts dommages aux installations militaires. En juillet 1760, avec une autre petite escadre, il réussit à détruire de nombreux autres bateaux à fonds plats et fait le blocus de la côte jusqu'au port de Dieppe. Élu membre du Parlement de Penryn en 1761, il obtient en octobre la fonction de commandant-en-chef des Isles-Sous-Le-Vent, et pendant les trois premiers mois de 1762, il réussit à prendre la Martinique, importante base navale française, alors que Sainte-Lucie et la Grenade se sont rendues à son escadre. Durant le siège de Fort-Royal (aujourd'hui Fort-de-France), ses marins et ses soldats d'infanterie de marine excellent dans le service à terre.
L'amiral Rodney, officier de la marine britannique dirigeait en 1762 la flotte censée résister contre l'invasion prévue par les français à Sainte-Lucie. Pour cela, il eut une idée plus que judicieuse : camoufler l’ensemble de ses navires avec d'immenses feuilles de palmiers, se confondant ainsi avec le paysage côtier. L’illusion fût parfaite, les français approchent sans méfiance du rivage et offrent ainsi aux anglais la victoire de cette bataille navale !
Ceci fût la dernière bataille navale livrée dans ces eaux avant qu’un traité de paix ne soit signé, permettant de délimiter les frontières entre toutes les îles de l’archipel antillais. Un traité de Paris en 1763, l'amiral Rodney revient au pays, et apprend qu'il est promu Vice-Amiral, recevant les remerciements des deux Chambres du Parlement.
En 1764, Rodney est fait baronnet Rodney of Alresford (Hamptonshire), et la même année, il épouse Henrietta, fille de John Clies de Lisbonne. De 1765 à 1770, il est gouverneur de l'hôpital de Greenwich, et à la dissolution du Parlement en 1768, il emporte Northampton, se ruinant au passage. Quand il est promu commandant en chef des forces stationnés à la Jamaïque en 1771, il perd son poste à Greenwich, mais reçoit quelques mois plus tard le poste de contre-amiral de Grande-Bretagne. Jusqu'à 1774, il conserve son poste en Jamaïque, et durant cette période de paix, s'attèle à améliorer les chantiers navals sur place. Il doit quitter son poste, dépité de ne pas avoir obtenu le poste de gouverneur de Jamaïque, et il est peu après obligé de s'installer à Paris. Les dépenses électorales et les pertes au jeu ont fait fondre sa fortune comme neige au soleil, et il ne peut se satisfaire de son salaire de contre-amiral de Grande-Bretagne. En février 1778, ayant été tout juste promu Amiral de la Blanche, il use de toutes ses cartes pour obtenir un commandement afin de surmonter ses difficultés financières. En mai, il peut, grâce à la « générosité » du maréchal de Biron, revenir en Angleterre avec ses enfants. Si la rumeur que la France lui offrait le commandement d'une escadre est pure fiction, l'anecdote croustillante sur son retour est avérée :
En 1779, l'amiral Rodney se trouve alors à Paris, où il est retenu par des dettes qu'il ne peut payer. Un jour qu'il dîne chez le maréchal de Biron, il traite avec dédain les succès des marins français, en disant que s'il était libre il en aurait bientôt raison. Le maréchal paya ses dettes et lui dit: « Partez, Monsieur; allez essayer de remplir vos promesses; les Français ne veulent pas se prévaloir des obstacles qui vous empêchent de les accomplir. »

## Guerre d'indépendance des États-Unis

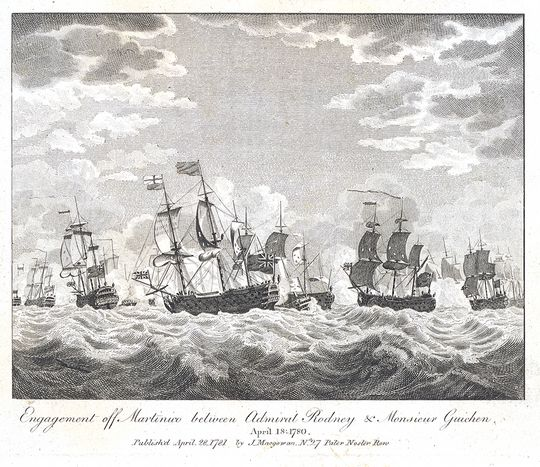
La bataille de la Martinique, le 17 avril 1780 entre l'escadre française de Guichen et celle de Rodney.

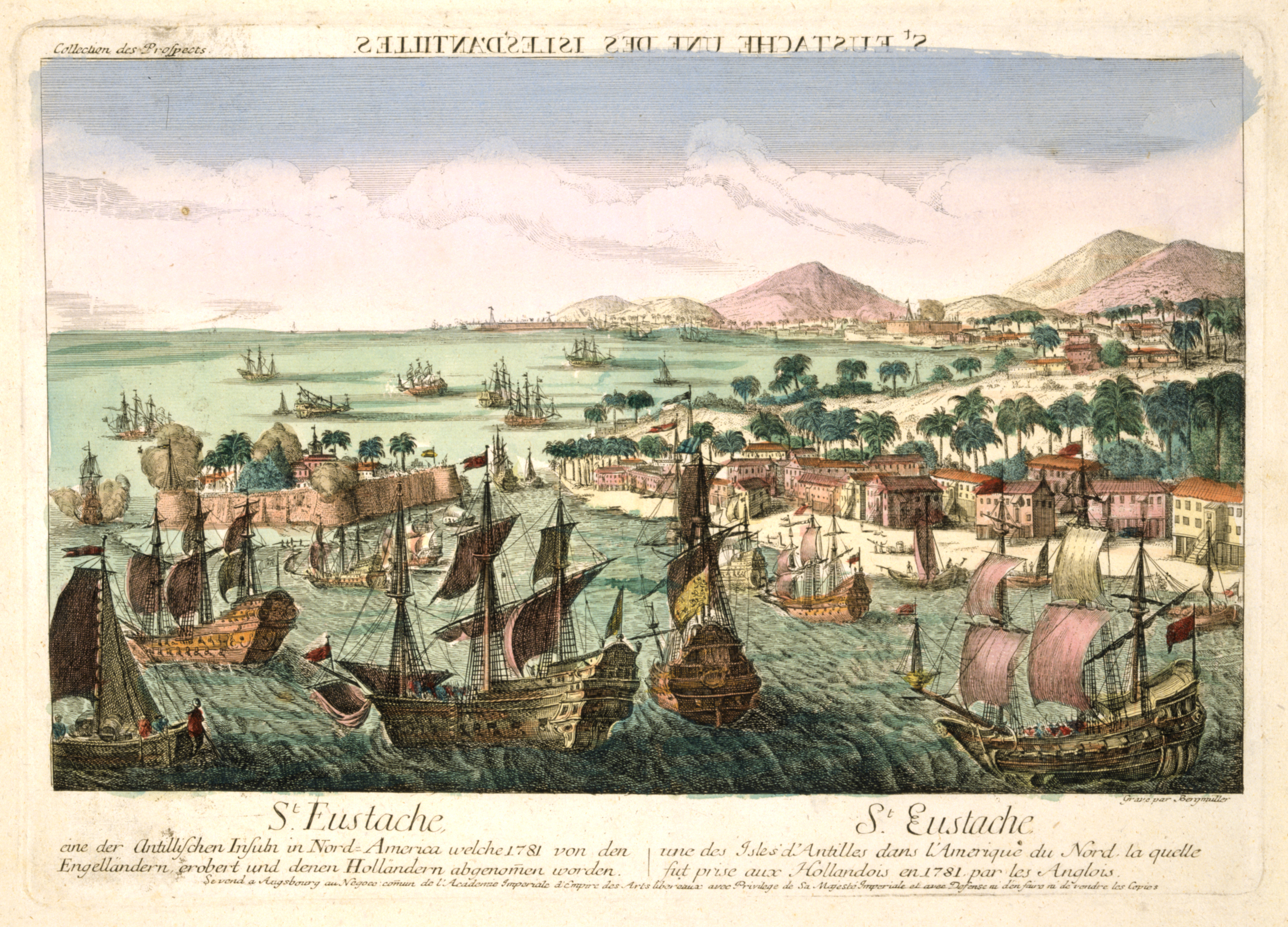
L'île hollandaise de Saint-Eustache est prise par Rodney en février 1781 et subit un pillage impitoyable. Elle est cependant délivrée par la Marine française la même année. (Gravure allemande, 1781)

En effet, après le rappel de l'amiral Byron, Rodney fut envoyé pour le remplacer aux Indes occidentales. Il emmenait à son bord le troisième fils du roi, Guillaume-Henri d'Angleterre, qui passa par tous les grades. L'amiral ravitailla Gibraltar sur sa route, et prit, le 8 janvier 1780 un convoi espagnol au large du Cap Finisterre. Puis le 16 janvier, quatre des huit vaisseaux espagnols de l'amiral don Juan de Lángara lors de la bataille du cap Saint-Vincent.
Il livra au comte de Guichen, l'année suivante, trois combats indécis, mais meurtriers, et s'empara de Saint-Eustache sur les Hollandais le 3 février 1781. L'île comptait une importante communauté juive représentant environ 10 % de la population locale, il s'agissait principalement de marchands. Dès son arrivée, Rodney ordonne l'arrestation de 101 juifs ainsi que leur emprisonnement dans des conditions très difficiles. Il les accuse d'être des partisans de États-Unis et de la France. Il déporte ensuite 31 chefs de familles juives et dépouille de leur argent les membres de cette communauté allant même jusqu'à creuser dans le cimetière juif afin d'y trouver d'éventuelles richesses.
Le convoi envoyé par Rodney, chargé d'un butin d'une valeur de plus de soixante millions, porté par plus de vingt bâtiments, fut pris tout entier en vue des côtes d'Angleterre par l'amiral de La Motte Piquet, alors que l'île est reprise à la fin de l'année à l'issue d'un débarquement surprise des Français.
L'amiral Rodney revint en 1781 à Londres. Yorktown venait d'être prise et il se montra néanmoins à la Cour comme un triomphateur. Il tirait son plus grand éclat des dépouilles des malheureux habitants de Saint-Eustache ; mais comme cette île fut reprise le 26 novembre 1781 par les Français, on distribua aux soldats la somme d'argent considérable que l'amiral anglais y avait laissée, dans l'impossibilité où il s'était trouvé de pouvoir l'emporter.
Après avoir passé plusieurs mois à reprendre des forces -sa santé étant défaillante depuis la campagne aux Antilles-, Sir George revint à son poste en janvier 1782, hissant sa marque sur le Formidable de 98 canons. Après un court engagement le 9 avril, il finit par affronter la flotte française du comte de Grasse au large de l'archipel des Saintes le 12 avril 1782. Les Français, malgré leur infériorité numérique, pouvaient compter sur la qualité et la puissance de leur bâtiments, cependant, les Britanniques, utilisèrent lors de cette bataille de nouvelles pièces d'artillerie : les carronades, extrêmement efficaces à courte portée, qui eurent tôt fait de balayer les ponts français sous une averse de mitraille. Après un combat de plus de onze heures, cinq français se rendirent (dont le Ville de Paris, vaisseau amiral de 104 canons) et un autre coula. La bataille des Saintes fut sujet à controverse, puisqu'on ne sait toujours pas qui du contre-amiral Hood ou de Rodney avait décidé de briser la ligne française. Les mérites de cette victoire ne peuvent être ôtés à aucun des deux commandants. De manière certaine, un coup de vent désorganisa la ligne française, permettant aux Anglais de la briser en deux emplacements. Cette défaite sauva la Jamaïque, contre laquelle Français et Espagnols préparaient une opération de débarquement. Rodney écrivit alors : « En deux petites années, j'ai capturé deux amiraux espagnols, un Français et un hollandais. »

## Héritage
Rodney fut, de son temps, l'officier le plus capable mais aussi le plus retors, le plus égoïste et sans scrupules qui soit, qu'il s'agisse d'acquérir des parts de prises ou d'user de sa position afin de favoriser la fortune familiale, bien que ce népotisme était fréquent voire normal à cette époque. Il fit de son fils un capitaine de vaisseau alors que celui-ci n'avait que quinze ans ! Samuel Hood, son bras droit à la bataille des Saintes, l'accusa aussi d'avoir sacrifié l'intérêt du service à son propre profit et de ne pas s'être montré assez prompt (et volontaire) dans la poursuite des vaisseaux français le 12 avril 1782. Il faut cependant rappeler que Rodney était prématurément vieilli et très malade.
Rodney revint en août où il reçut des honneurs inattendus de son pays. Il avait déjà été fait baron Rodney de Rodney Stoke, Somerset, par un décret du 19 juin 1782, et la Chambre des Communes lui avait accordé une pension de 2000 £ par an. À partir de ce moment, il mena une paisible vie à la campagne jusqu'à sa mort à Londres. Son fils, George (1753-1802) lui succéda, donnant à la famille une descendance qui perdure encore de nos jours. Un Portrait de Lady Rodney, née Anne Harley a été réalisé par Thomas Gainsborough en 1778. Il est aujourd'hui conservé au Philadelphia Museum of Art.
Au moins six bâtiments de la Royal Navy furent baptisés HMS Rodney en son honneur.
La commune de Gros Islet à Sainte-Lucie est temporairement baptisée Fort Rodney en 1782. La baie qui accueille la plus grande marina de l'île portent toutes deux le même nom de Rodney Bay en son honneur.
Un rhum produit dans la distillerie lucienne Saint Lucia Distillers a été baptisé "Admiral Rodney" en son honneur.

### Sources et bibliographie
- Thomas Balch, Les Français en Amérique pendant la guerre de l’Indépendance des États-Unis 1777-1783, 1872 [détail des éditions]